# Bille August
Bille August (Virum, 9 de noviembre de 1948) es un director de cine y televisión, guionista y director de fotografía danés, ganador de la Palma de Oro en Cannes en dos oportunidades. Ha contribuido en gran medida, desde finales de los años 1980, a la buena imagen de la que goza el cine danés en el extranjero.

## Biografía
Estudió en la Escuela de Fotografía Christer Strömholm de Estocolmo y, a continuación, en la Escuela de Cine danesa a principios de los setenta. Estuvo casado con la actriz sueca Pernilla August entre 1991 y 1997, con quien tiene 3 hijas. Actualmente, está casado con la actriz Sara-Marie Maltha.
Ha dirigido más de una decena de cintas, entre las que destacan Pelle el conquistador (1987) -que ganó la Palma de Oro en el Festival Internacional de Cine de Cannes 1988, el Oscar y el Globo de Oro a la Mejor Película en Lengua Extranjera en 1989- y Las mejores intenciones, que recrea aspectos de la vida de Ingmar Bergman y de los padres de este director sueco. El mismo Bergman eligió a August para dirigir el filme, que también obtuvo la Palma de Oro en Cannes en 1992 y gracias al cual la entonces flamante esposa este, Pernilla August, gana el premio a la mejor actriz en el citado festival.
Su primera película con un reparto internacional fue La casa de los espíritus (1993) -basada en la novela homónima de la chilena Isabel Allende- con Meryl Streep, Glenn Close y Jeremy Irons. En septiembre de 2011 abrió estudio en Hongzhou, China.

## Premios y distinciones
Premios Óscar
| Año  | Categoría                          | Película              | Resultado |
| ---- | ---------------------------------- | --------------------- | --------- |
| 1989 | Mejor película de habla no inglesa | Pelle el conquistador | Ganador   |

Festival Internacional de Cine de Cannes
| Año  | Categoría    | Película                | Resultado |
| ---- | ------------ | ----------------------- | --------- |
| 1988 | Palma de Oro | Pelle el conquistador   | Ganador   |
| 1992 | Palma de Oro | Las mejores intenciones | Ganador   |

- Festival Internacional de Cine de Berlín 1984: Premio C.I.F.E.J. (Centre International du Film pour l'Enfance et la Jeuneusse) y Premio Unicef. La película es una edición de la serie de televisión que constó de 6 episodios.
- Festival Internacional de Cine de Moscú 1985: Premio al Mejor Actor a Lars Simonsen por su interpretación en Twist and shout.
- Premios Robert 1985 de la Academia de Cine Danesa a Twist and shout en las categorías de mejor guion, mejor actor, mejor actor secundario y mejor actriz secundaria.
- Pelle el conquistador ganó una veintena de premios entre los que destacan varios Robert 1988 y el Globo de Oro a la Mejor Película en Lengua Extranjera 1989.
- Las mejores intenciones ganó el Cóndor de Plata a la Mejor Película Extranjera y dos Buldgabbe (Suecia).
- La casa de los espíritus ganó en 1994 una decena de premios, principalmente alemanes y daneses, entre los que destacan varios Robert, el Bayerischer Filmpreis, el Deutscher Filmpreis o Lola de Oro y un Coral en el Festival Internacional del Nuevo Cine Latinoamericano de La Habana.
- Rana de Oro en el festival polaco Camerimage 1997 por Jerusalén. Esta película ganó también un premio en el festival alemán Nordische Filmtage Lübeck y un Buldgabbe (Suecia).
- Premio de la Paz en el Festival Internacional de Cine de Berlín 2007 por Adiós Bafana.
- Real Orden de Caballería de Dinamarca.
- Real Orden de Caballería de Suecia.
- Ordre des Arts et des Lettres del Gobierno de Francia.

## Filmografía
- La impaciencia del corazón (2023).
- Versace (2019, en proyecto).
- Lykke-Per(2018).
- 55 Steps (2017).
- Corazón silencioso (Stille hjerte) (2014), director.
- Tren de noche a Lisboa (2013), director.
- La pasión de María (2012), director.
- Adiós Bafana (2007), director.
- Sentencia de muerte (2004), director.
- Una canción para Martin (En sång för Martin) (2001), director.
- Los miserables (1998), director.
- Smila: misterio en la nieve (1997), director.
- Jerusalén (1996), director.
- La casa de los espíritus (1993) director y guionista.
- Las mejores intenciones (1992), director.
- Pelle el conquistador (1988), director y guionista.
- Twist and shout (1984), director y guionista.
- El mundo de Bustern (1984), director.
- Zappa (1983), director y guionista.
- Maj (1982), película para televisión, director.
- Honning måne (1978), director y guionista.